# Tim Trummer
Tim Trummer (* 10. November 2005 in Feldbach) ist ein österreichischer Fußballspieler.

## Karriere

### Verein
Trummer begann seine Karriere beim SC Fürstenfeld. Zur Saison 2016/17 wechselte er in das JAZ GU-Süd. Zur Saison 2018/19 wechselte er in die Jugend des FC Red Bull Salzburg, bei dem er dann ab der Saison 2019/20 sämtliche Altersstufen in der Akademie durchlief.
Zur Saison 2023/24 rückte er in den Kader des zweitklassigen Farmteams FC Liefering. Sein Debüt in der 2. Liga gab er im Juli 2023, als er am ersten Spieltag jener Saison gegen den FC Dornbirn 1913 in der Startelf stand.
Im Jänner 2025 erhielt er einen bis 2028 laufenden Profivertrag bei den Salzburgern. Im Februar 2025 stand er anschließend erstmals im Kader von Red Bull. Im selben Monat gab er gegen den FK Austria Wien sein Debüt in der Bundesliga.

### Nationalmannschaft
Trummer debütierte im Oktober 2022 gegen Ungarn für die österreichische U-18-Auswahl. Im September 2023 spielte er gegen Lettland erstmals im U-19-Team.
Im März 2025 debütierte er gegen die Schweiz für die U-21-Mannschaft.